# ホワイトアルバム (漫画)
『ホワイトアルバム』は、安達哲による日本の漫画。『週刊少年マガジン』（講談社）にて、1988年第21から34号にわたって連載された。1999年には新装版で復刊され、近年は電子書籍としても配信されている。

## 概要
高校入学を機に出会った5人の若者たちの姿を中心に、揺れ動く高校生の内面を描いた青春群像劇。KCコミックス2巻には安達哲の商業デビュー作である「卒業アルバム」（第39回少年マガジン新人漫画賞特別入選作品／週刊少年マガジン1988年第7号掲載）のほか、作者が自らの高校生活を振り返った描き下ろしコラムの「In His Own Words -安達 哲の高校生日記-」が収録される。

## あらすじ
第一志望であったひばり高校に落ち、東京の西武池袋線沿線にある普通科高校である黒目高校に入学した鮎川健一は、志望校でなかったこともあって新学期早々、高校生活に絶望していた。一方で同じ中学に在籍し、ひばり高校不合格の原因となった事件に鮎川を巻き込んだ当の本人、今井亜希子もなんと同じクラスに。学区で評判の美人、藍沢由美と、由美の元カレの臼井宏幸。さらには鮎川の後ろの席に座るお調子者の石引俊春。同じ高校、同じクラスという偶然によって出会った高校生たちの3年間を描く。

## 単行本
- 講談社コミックス版 全2巻
- KCフェニックス版 全1巻
- 講談社コミックプラス版

## 登場人物
鮎川 健一（あゆかわ けんいち）
保谷六中のバスケット部出身。中3の二学期の期末テスト中、ほのかに憧れていた亜希子のカンニングを手伝ったことが発覚し、テストを0点にされてしまう。このことが原因となって学区内随一の進学校であるひばり高校に落ち、ランクの劣る黒目高校に入学を強いられる。出席番号が1番ということもあり、藍沢とともに1年1組の協議委員を務める。成績優秀で性格は真面目だが、亜希子からの手紙を失くしたり、ペンション喫茶（同伴喫茶）の存在を知らないなど、おっちょこちょいで世間知らずな面も。また、カフェバー「グレス」でK大生の集団とトラブルになった際に、敵対する中心人物であるエノモトに食ってかかる正義感の強さも併せ持つ。なお、大学受験にも失敗し、高校卒業後は浪人することを決める。
石引 俊春（いしびき としはる）
南三中出身。典型的なお調子者タイプ。健一とつるんで行動しており、トラブルに巻き込まれることも。しゃべりが上手く、八百屋の呼び込みのようなスタイルで宏幸の白タク行為の手伝いをしながら、仕事帰りのOLの連絡先を聞き出すなど、コミュニケーション能力は高い。「女子高生という世間に最も影響力のある年代に痩せる努力をしない女は信じられない」という理由から、太った女性が一番嫌い。高校卒業後はストレートに大学進学を果たす。
臼井 宏幸（うすい ひろゆき）
武蔵一中出身。ぶっきらぼうでストレートな言動が目立つ。中学時代に由美と付き合っていたが、由美の両親の強い反対に合い、由美の駆け落ちしたいという言葉を真に受けて、アルバイトに励むなど内面はとても情熱的でもある。絵を描くのが趣味で、ずっと由美の絵を描きためているような純粋な一面もあるが、由美をモデルにしたセクシーな絵を1枚500円で俊春に売っていた。知人から35万円で車を購入しており、高校1年生にして運転もできる。高校入学後も宅配便の配達や車の清掃、白タク行為などによっていつか由美と暮らすべく貯金している。姉と二人暮らし。高校卒業後は美大を受験するも失敗し、専門学校に進むと思われていたが、絵の修業のためにドイツ留学を果たす。
藍沢 由美（あいざわ ゆみ）
武蔵一中出身。学区内でも評判の美少女。大人っぽい雰囲気で、グレスでも高校生だとは思われていなかった。実家は病院（藍沢医院）を営んでおり、物わかりのいい兄、直人がいる。両親の厳しい教育に嫌気がさし、中学時代には交際していた宏幸とともに駆け落ちを画策するも、結局実行に移すことはできず、別れさせられてしまう。しかし、高校入学後も変わらず宏幸のことを愛している。アルコールに弱いわけではないが、グレスでエノモトに飲まされすぎた結果、急性アルコール中毒を起こし、一時は命も危ぶまれた。高校卒業後は短大でドイツ語を専攻するはずだったが、ドイツ留学を決めた宏幸とともにドイツ行きを誓う。
今井 亜希子（いまい あきこ）
保谷六中出身。とてもキレイだが不良っぽく、健一から見れば「向こう側」に位置するタイプ。雰囲気が大人びているだけでなく、言動や思考、行動までも高校生のそれとは思えないほど大人っぽい。交際相手が15、6人おり、別れ話を切り出した際に、彫刻刀で襲われるといった経験もしている。ガサツそうに見えるものの面倒見がよく、悩んでいる由美を遊びに連れ出したり、急性アルコール中毒で倒れた由美のことを学校にばれないように自分たちで病院に運ぶ判断をするなど、的確な判断を下せる。当初は健一に対し特に興味がなかったが、雨のなかジャケットを差し出してくれた健一に心惹かれ始める。高校卒業後、カンニング事件をずっと気にしていたことを健一に明かす。
エノモト
都内の私立大学である、K大学医学部に通う大学生。実家は歯医者のボンボンでケンカもそれなりに強い。BMWのセダンを乗りまわし、由美と亜希子を巡って健一らとトラブルを起こす。急性アルコール中毒を起こした由美を見捨ててほかの女性と飲んでいたところ、駆け付けた宏幸によって友人もろともボコボコにされてしまう。
マスター
亜希子のバイト先のマスター。30歳。亜希子に恋心を抱いているようだが、まるで相手にされていない。